# チャイナ・クライシス
チャイナ・クライシス (China Crisis) は、イギリスのニュー・ウェイヴ・ポップバンド。1979年にマージーサイドにて結成された。

## 来歴
ボーカルおよびキーボード担当のゲイリー・ダリーと、ギタリストのエディ・ランドンの2人を中心に結成された。1981年にシングル「African and White」でデビュー。その後、ヴァージン・レコードと契約し1982年にファースト・アルバム『ディフィカルト・シェイプス&パッシブ・リズムス』をリリースし、全英21位を記録。この頃にシンプル・マインズのツアーサポートも行った。
ベーシストにゲイリー・ジョンソン、ドラマーにケヴィン・ウィルキンソンを加え、1983年にセカンド・アルバム『ワーキング・ウィズ・ファイア・アンド・スティール』をリリースし、全英20位を記録。アルバムからの3枚目のシングル「Wishful Thinking」は全英9位を記録した。1985年にスティーリー・ダンのウォルター・ベッカーがプロデュースしたサード・アルバム『未完成』をリリースし、全英9位を記録。
1986年リリースの4枚目のアルバム『天上の楽園』、1989年に5枚目のアルバム『ダイアリー・オブ・ア・ホーロウ・ホース』をリリースするも、上位チャートからは遠ざかる結果となる。1994年に5年ぶりとなる6thアルバム『ワープ』をリリース。これを最後にアルバム制作と距離を置き、以降はコンピレーション・アルバムのリリースや、地道にライブやサポート・アクトを行いながら活動を続ける。1999年7月にドラマーのケヴィンが自宅で首を吊って自殺。41歳。
2013年に新曲「Everyone You Know」をダウンロード販売。後にニュー・アルバム『Autumn In The Neighbourhood』を制作中であると発表し、2015年6月に発売した。

## ディスコグラフィ

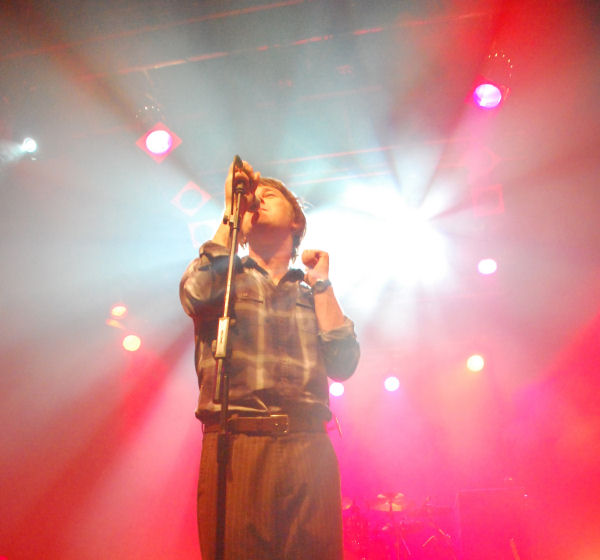
ゲイリー・ダリー

### スタジオ・アルバム
- 『ディフィカルト・シェイプス&パッシブ・リズムス』 - Difficult Shapes & Passive Rhythms, Some People Think It's Fun to Entertain (1982年)
- 『ワーキング・ウィズ・ファイア・アンド・スティール』 - Working with Fire and Steel – Possible Pop Songs Volume Two (1983年)
- 『未完成』 - Flaunt the Imperfection (1985年)
- 『天上の楽園』 - What Price Paradise (1986年)
- 『ダイアリー・オブ・ア・ホーロウ・ホース』 - Diary of a Hollow Horse (1989年)
- 『ワープ』 - Warped by Success (1994年)
- Autumn In The Neighbourhood (2015年)

### ライブ・アルバム
- Acoustically Yours (1995年)
- Scrap Book Vol. 1 (Live at the Dominion Theatre) (2002年)
- Singing the Praises of Finer Things (Live at Liverpool LIPA) (2006年)
- China Greatness Live (2011年) ※限定販売

### コンピレーション・アルバム
- 『チャイナ・クライシス・コレクション』 - Collection: The Very Best of China Crisis (1990年)
- Diary: A Collection (1992年)
- The Best of China Crisis (1998年)
- Wishful Thinking (1999年)
- Ultimate Crisis (2012年)
- Greatest Hits (2012年) ※CD+DVD
- Fine and Also Rare China (2013年) ※限定販売

### シングル
- "African and White" (1981年)
- "Scream Down at Me" (1982年)
- "No More Blue Horizons" (1982年)
- "Christian" (1982年)
- "Tragedy and Mystery" (1983年)
- "Working with Fire and Steel" (1983年)
- "Wishful Thinking" (1983年)
- "Hanna Hanna" (1984年)
  - 日本国内では日本テレビ系『クイズ世界はSHOW by ショーバイ!!』での筆記問題時のシンキングタイムBGMとして有名。
- "Black Man Ray" (1985年)
- "King in a Catholic Style (Wake Up)" (1985年)
- "You Did Cut Me" (1985年)
- "The Highest High" (1985年)
- "Arizona Sky" (1986年)
- "Best Kept Secret" (1987年)
- "St. Saviour Square" (1989年)
- "Red Letter Day" (1989年)
- "African and White (The Steve Proctor remix)" (1990年)
- "Everyday the Same" (1994年)
- "Black Man Ray (Live)" (1996年)
- "Everyone You Know" (2013年)